# رالف هوفمان
رالف هوفمان (بالإنجليزية: Ralph Hoffmann)‏ هو عالم نبات وعالم طيور أمريكي، ولد في 30 نوفمبر 1870 في Stockbridge, Massachusetts ‏ في الولايات المتحدة، وتوفي في 21 يوليو 1932 في جزيرة سان ميغيل في الولايات المتحدة.